# Musikjahr 1739
Liste der Musikjahre

◄◄ | ◄ | 1735 | 1736 | 1737 | 1738 | Musikjahr 1739 | 1740 | 1741 | 1742 | 1743 | ► | ►►

Weitere Ereignisse
Dieser Artikel behandelt das Musikjahr 1739.

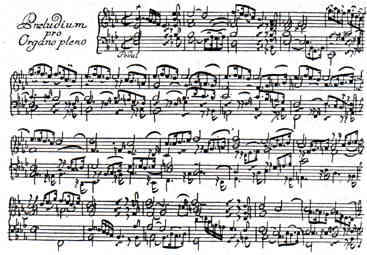
Autograph des Präludiums Es-Dur BWV 552 von Johann Sebastian Bach aus dem 3. Teil der Clavierübung.

## Ereignisse

### Johann Sebastian Bach
- Johann Sebastian Bach ist seit dem 30. Mai 1723 Thomaskantor und musikalischer Leiter der Thomaskirche in Leipzig. Außerdem hat er 1729 die Leitung des 1701 von Georg Philipp Telemann gegründeten Collegium musicum übernommen. Durch die zusätzliche Leitung des Kollegiums erweitert er seine Wirkungsmöglichkeiten im Leipziger Musikleben beträchtlich. Mit diesem studentischen Ensemble führt er deutsche und italienische Instrumental- und Vokalmusik auf, darunter seine eigenen in Weimar und Köthen entstandenen Konzerte. Die Konzerte finden ein- bis zweimal pro Woche im Zimmermannischen Caffee-Hauß (1943 kriegszerstört) oder im dazugehörigen Garten statt.
- Als dritten und mit 77 Seiten umfangreichsten Teil seiner Clavierübung veröffentlicht Bach 1739 eine Folge von Orgelwerken. Den Rahmen bilden Präludium und Fuge in Es-Dur, dazwischen befinden sich 21 Choralbearbeitungen. Der Originaltitel des Werkes lautet:

„Dritter Theil / der / Clavier Übung / bestehend / in / verschiedenen Vorspielen / über die / Catechismus- und andere Gesaenge, / vor die Orgel: / Denen Liebhabern, und besonders denen Kennern / von dergleichen Arbeit, zur Gemüths Ergezung / verfertiget von / Johann Sebastian Bach, / Koenigl. Pohlnischen, und Churfürstl. Saechs. / Hoff-Compositeur Capellmeister, und / Directore Chori Musici in Leipzig. / In Verlegung des Authoris“

- Der dritte Sohn von Johann Sebastian Bach und Maria Barbara Bach, Johann Gottfried Bernhard Bach stirbt in Jena an „hitzigem Fieber“. Johann Gottfried Bernhard, ein Sorgenkind Bachs, war im Vorjahr 23-jährig unter Hinterlassung eines Schuldenberges von seiner Organistenstelle in Sangerhausen verschwunden und nach Jena gegangen.
- Bach hat einen ausgezeichneten Ruf als Orgelgutachter. Bei zahlreichen Orgel-Neu- und -umbauten wird er hinzugezogen: so auch 1739 in Altenburg zur Begutachtung der Orgel von Tobias Heinrich Gottfried Trost in der Schlosskirche.

### Georg Friedrich Händel
- Georg Friedrich Händel wohnt seit Juli/August 1723 in London in der 25 Brook Street und bewohnt hier bis zu seinem Tod im Jahr 1759 zwei Stockwerke. Nahezu alle Werke, die seit 1723 entstehen, werden in diesem Haus komponiert. Auch die Vorbereitungen der Aufführungen finden oft im Händelschen Dining Room statt.
- 16. Januar: Am Haymarket Theatre findet in London die Uraufführung von Georg Friedrich Händels Oratorium Saul statt. Das auf der Bibel basierende Libretto stammt von Charles Jennens.
- 04. April: Das Oratorium Israel in Egypt von Georg Friedrich Händel wird am King’s Theatre am Londoner Haymarket uraufgeführt. Wahrscheinlich wird zwischen den Akten unter anderem das Orgelkonzert The Cuckoo and the Nightingale gespielt, das Händel kurz vorher fertiggestellt hat.
- 01. Mai: Georg Friedrich Händels Opernpasticcio Giove in Argo hat seine Uraufführung am King’s Theatre am Londoner Haymarket. Das Stück ist ein Misserfolg und erlebt nur noch eine zweite Aufführung am 5. Mai.
- 22. November: Georg Friedrich Händels Ode for St. Cecilia’s Day (HWV 76) auf der Grundlage eines Gedichts des Engländers John Dryden wird zusammen mit einer Aufführung von Alexander’s Feast am Lincoln’s Inn Fields Theatre in London uraufgeführt.
- Händel veröffentlicht seine sieben Triosonaten op. 5 für zwei Violinen und Basso continuo und seine zwölf Concerti grossi op. 6. Die Triosonaten haben fünf bis sieben Sätze, darunter Tanzsätze wie Passacaille, Sarabande, Gavotte, so dass sie der Suitenform nahekommen. Die Concerti grossi op. 6 sind Orchesterwerke mit einem Wechselspiel zwischen vollem Streichorchester (Ripieno) und einer Streicher-Solistengruppe (Concertino). Richtungsweisend für diese aus Italien stammende Form war Arcangelo Corelli. Händel verbindet in seinen Konzerten italienische Tradition mit der neuen sinfonischen Entwicklung des 18. Jahrhunderts.

### Domenico Scarlatti
- Domenico Scarlatti ist der portugiesischen Prinzessin Maria Bárbara de Bragança, die er am Hofe des frommen und verschwendungssüchtigen Königs Johann V. in Lissabon kennengelernt und als Musiklehrer unterrichtet hatte, nach deren Heirat mit dem spanischen Thronfolger Don Fernando von Asturien (ab 1746 König Ferdinand VI.) nach Spanien gefolgt. Von Oktober 1730 bis 16. Mai 1733 war die Alcázares Reales in Sevilla seine feste Residenz und Wirkungsstätte. Danach zieht der Hof nach Norden in die Umgebung von Madrid, wo er je nach Jahreszeit abwechselnd in den Schlössern Buen Retiro, El Pardo, Aranjuez, La Granja und El Escorial weilt. Scarlatti steht vermutlich weiterhin in den „privaten“ Diensten von Maria Bárbara und scheint sich praktisch ausschließlich dem Cembalo und der Komposition seiner Sonaten zu widmen.
- 06. Mai: Scarlatti erste Frau Maria Caterina stirbt in Aranjuez.
- Scarlatti veröffentlicht bei Adamo Scola in London seine 30 Essercizi per Gravicembalo (= 30 Übungen für Cembalo). Die dem spanischen König gewidmeten Kompositionen machen ihn mit einem Schlage in ganz Europa als sagenumwobenen Cembalovirtuosen berühmt und beeinflussen die Werke anderer Komponisten, wie Johann Sebastian Bach (Fantasia c-moll BWV 906, Goldberg-Variationen), Jacques Duphly, Pietro Domenico Paradies oder Muzio Clementi. Aus dem Widmungstext der 30 Essercizi per Gravicembalo geht hervor, dass zumindest einige, wenn nicht alle dieser Stücke schon in Portugal entstanden sein müssen:

„…Es sind Kompositionen, die unter den allerhöchsten Auspizien EURER MAJESTÄT geboren sind, im Dienste Eurer verdientermaßen vom Glück gesegneten Tochter, der PRINZESSIN VON ASTURIEN, und Eures Allerwürdigsten Bruders, des Infanten DON ANTONIO….“

### Georg Philipp Telemann
- Georg Philipp Telemann ist seit 1721 Cantor Johannei und Director Musices der Stadt Hamburg, eines der angesehensten musikalischen Ämter Deutschlands. In diesem Amt verpflichtet sich Telemann zur Komposition von zwei Kantaten wöchentlich und einer Passion pro Jahr, in späteren Jahren greift er allerdings bei seinen Kantaten auf frühere Werke zurück. Daneben komponiert er zahlreiche Musiken für private und öffentliche Anlässe, etwa für Gedenktage und Hochzeiten.
- Georg Philipp Telemann veröffentlicht die Beschreibung der Augenorgel, eines vom Mathematiker und Jesuitenpater Louis-Bertrand Castel entworfenen Instruments, das Telemann während seiner Paris-Reise besichtigt hatte.
- Telemann wird in die von Lorenz Mizler begründete Correspondierende Societät der musicalischen Wissenschaften, die sich mit musiktheoretischen Fragen beschäftigt, aufgenommen.

### Antonio Vivaldi
- Antonio Vivaldi ist seit 1726 musikalischer Leiter des Teatro Sant’Angelo in seiner Heimatstadt Venedig. Dort wird er sowohl als Komponist als auch als Geigenvirtuose zur lebenden Legende und zum „Wallfahrtsziel“ für viele Musiker aus ganz Europa.
- 07. November: Uraufführung der Oper Feraspe (RV 713) von Antonio Vivaldi auf das Libretto von Francesco Silvani im Teatro San Angelo in Venedig.

### Weitere biografische Ereignisse
- Tomaso Albinoni reicht eine Sammlung von sechs Sonate a tre op. 11 selbst zum Druck ein, die Sammlung ist aber nie erschienen (die Manuskripte sind verschollen).
- Nicolas Chédeville veröffentlicht 1739 unter dem Titel Les Saisons Amusantes sechs Konzerte aus Antonio Vivaldis op. 8 (enthält u. a. Die vier Jahreszeiten) in einer Version für Oboe. Um dem Werk den damals in Frankreich beliebten pastoralen Charakter zu verleihen, integriert er Flöte, Musette und Drehleier in die Begleitstimmen.
- Francesco Feo wird als Nachfolger Francesco Durantes Direktor am Conservatorio dei Poveri di Gesù Cristo.
- Leopold Mozart, der in Salzburg seit Dezember 1737 Philosophie studiert hat und hier im Juli 1738 den Grad eines Baccalaureus verliehen bekam, bringt sein Studium der Jurisprudenz, für das er sich dann eingeschrieben hat, nicht zu Ende.
- Nicola Antonio Porpora kehrt nach Neapel zurück, wo er schnell wieder Anschluss an das öffentliche Musikleben findet und die Reihe seiner Opern fortsetzen kann. Besonders die Uraufführung der revidierten Fassung von Semiramide riconosciuta am 20. Januar 1739 im Teatro San Carlo wird, auch dank der Mitwirkung von Caffarelli, zum Triumph. Im selben Jahr wird Porpora Erster Lehrer am Conservatorio di Santa Maria di Loreto.
- Luca Antonio Predieri wird nach einem Umzug nach Wien als Nachfolger von Antonio Caldara Vizekapellmeister der Wiener Hofmusikkapelle, die Johann Joseph Fux leitet. Nach dessen Tod 1741 wird Predieri bis 1751 die alleinige Leitung der Hofkapelle übernehmen.
- Johann Adolf Scheibe wird auf Schloss Friedrichsruh (in Drage bei Itzehoe) als Kapellmeister des Markgrafen Friedrich Ernst von Brandenburg-Kulmbach, des damaligen Statthalters des dänischen Königs in den Herzogtümern Schleswig und Holstein, angestellt.
- Silvius Leopold Weiss ist mit Wilhelm Friedemann Bach und dem Lautenisten Johann Kropfgans (1708–bis nach 1769) mehrere Male in der Wohnung von Johann Sebastian Bach zu Gast. Johann Friedrich Reichardt berichtet davon, dass Weiss und Bach miteinander um die Wette improvisierten:

„Wer die Schwierigkeit der Laute für harmonische Ausweichungen und gut ausgeführte Sätze kennt, der muss erstaunen und es kaum glauben, wenn Augen- und Ohrenzeugen versichern, dass der große Dresdner Lautenist Weisse mit Sebastian Bach, der auch als Klavier- und Orgelspieler groß war, in die Wette phantasiert und Fugensätze ausgeführt hat.“

### Uraufführungen

#### Bühnenwerke

##### Oper
- 20. Januar: Das Dramma per musica in drei Akten Semiramide riconosciuta von Nicola Antonio Porpora auf das Libretto von Pietro Metastasio wird in einer Neufassung in Neapel im Teatro San Carlo uraufgeführt.
- 25. Januar: Die Oper Romolo von Gaetano Latilla wird im Teatro delle Dame in Rom uraufgeführt.
- 03. Februar: Uraufführung des Dramma per musica in drei Akten Achille in Aulide von Geminiano Giacomelli im Teatro Argentina in Rom.
- Karneval: Uraufführung der Oper Ciro riconosciuto von Leonardo Leo auf das Libretto von Pietro Metastasio im Teatro Regio in Turin.
- 10. März: Uraufführung der Pastorale Angelica e Medoro von Giovanni Battista Pescetti im Covent Garden in London.
- 01. Mai: Georg Friedrich Händels Opernpasticcio Giove in Argo hat seine Uraufführung am King’s Theatre am Londoner Haymarket. Das Stück ist ein Misserfolg und erlebt nur noch eine zweite Aufführung am 5. Mai.
- 21. Mai: Die Uraufführung der Ballettoper Les Fêtes d'Hébé ou Les Talents lyriques von Jean-Philippe Rameau erfolgt an der Grand Opéra Paris.
- 28. August: Das Libretto Astrea placata ovvero La felicità della terra zu einem Componimento drammatico von Pietro Metastasio wird in seiner ersten Vertonung durch Luca Antonio Predieri in der Galerie der kaiserlichen Favorita in Wien zur Geburtstagsfeier der Kaiserin Elisabeth uraufgeführt.
- 03. September: Die Oper Zaïde, reine de Grenade von Joseph-Nicolas-Pancrace Royer auf ein Libretto von Abbé Delamarre wird in der Pariser Oper uraufgeführt.
- 07. November: Uraufführung der Oper Feraspe (RV 713) von Antonio Vivaldi auf das Libretto von Francesco Silvani im Teatro San Angelo in Venedig.
- 19. November: Die Oper Dardanus von Jean-Philippe Rameau auf das Libretto von Charles-Antoine Leclerc de La Bruère wird an der Grand Opéra Paris uraufgeführt. Während die Handlung wegen ihrer Schwächen schon bei Rameaus Zeitgenossen auf Kritik stößt, gilt die Oper wegen ihrer differenzierten Musik als einer der Höhepunkte der Tragédie lyrique.
- 01. Dezember: Die Uraufführung der Oper Nancy, or The Parting Lovers von Henry Carey findet in London statt.
- Giuseppe Arena – La Clemenza di Tito – (Uraufführung in Turin)
- Rinaldo di Capua – Vologeso, re de’ Parti (Dramma per musica; Libretto von Guido Eustachio Luccarelli nach Apostolo Zenos Lucio Vero; Uraufführung in Rom im Teatro Argentina)
- Johann Adolph Hasse – Viriate (Libretto von Domenico Lalli nach Pietro Metastasio; Uraufführung in Venedig)
- Leonardo Leo — Amor vuol sofferenza (Libretto von Gennaro Antonio Federico; Uraufführung im Teatro Nuovo in Neapel)
- Nicola Antonio Porpora
  - Le nozze d’Ercole ed Ebe, (Favola per musica; Uraufführung in Neapel)
  - Il barone di Zampano (Melodramma in drei Akten; Libretto von Pietro Trinchera; Uraufführung in Neapel)
  - L’amico fedele (Commedia in musica; Libretto von Pietro Giuseppe Di; Uraufführung in Neapel)
- Pietro Pulli — Il carnevale e la pazzia

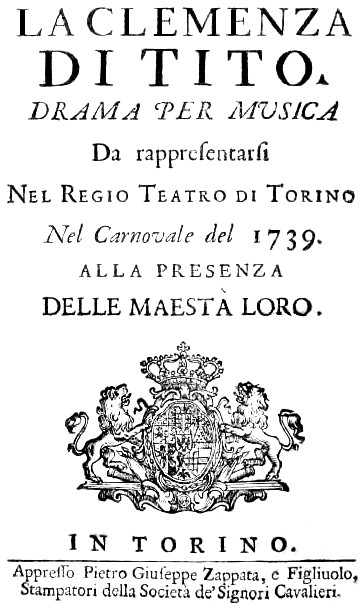
Giuseppe Arena – La Clemenza di Tito – Titelseite des Librettos – Turin 1739
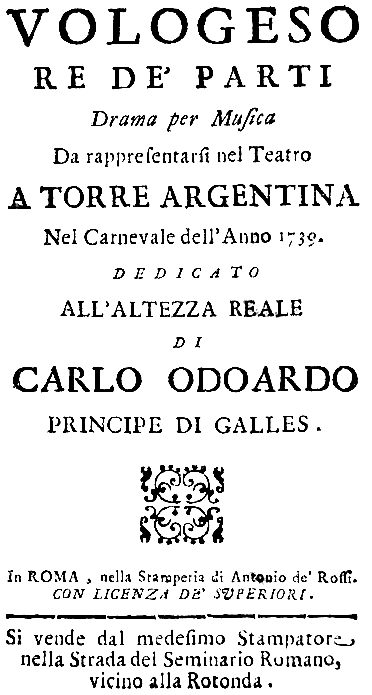
Rinaldo di Capua – Vologeso – Titelseite des Librettos – Rom 1739
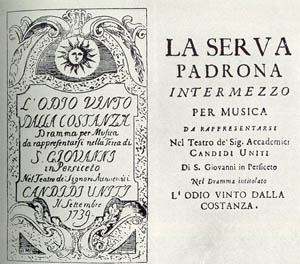
Antonio Vivaldi – Programmheft von 1739, in dem La serva padrona als Intermezzo für Vivaldis Opera seria L’odio vinto dalla costanza angekündigt wird
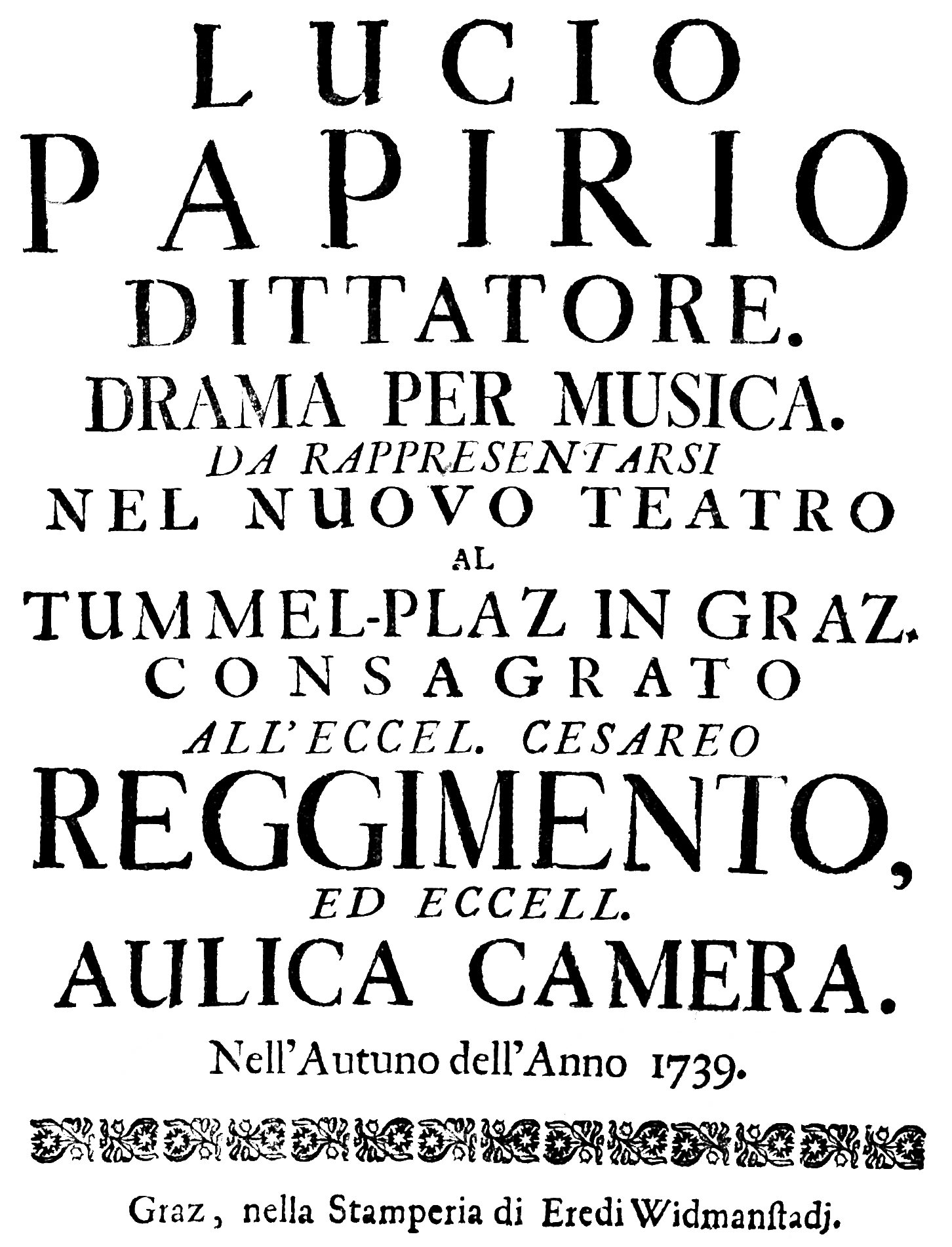
Francesco Zoppis – Lucio Papirio dittatore – Titelseite des Librettos – Graz 1739

##### Oratorium
- 16. Januar: Am Haymarket Theatre findet in London die Uraufführung von Georg Friedrich Händels Oratorium Saul statt. Das auf der Bibel basierende Libretto stammt von Charles Jennens.
- 04. April: Das Oratorium Israel in Egypt von Georg Friedrich Händel wird am King’s Theatre am Londoner Haymarket uraufgeführt. Wahrscheinlich wird zwischen den Akten unter anderem das Orgelkonzert The Cuckoo and the Nightingale gespielt, das Händel kurz vorher fertiggestellt hat.
- Bartolomeo Felici – Il prodigioso transito di S. Giuseppe (Libretto von Andrea Nati; Uraufführung in Florenz in der Chiesa delle Nobili Religiose di San Pier Maggiore)
- Francesco Feo – La distruzione dell’esertico dei cananei con la morte di Sisara

### Instrumentalmusik

#### Konzerte
- Jacques Aubert – 4 Konzerte für vier Violinen, Cello und B. c., op. 26
- Francesco Geminiani – 6 Concerti grossi, op. 4 (London)
- Georg Friedrich Händel
  - Concerto Grosso in G-Dur (HWV 319, veröffentlicht 1740)
  - Concerto Grosso in C-moll (HWV 326, veröffentlicht 1740)
  - Concerto Grosso in F-Dur (HWV 327, veröffentlicht 1740)
  - Concerto Grosso in B-moll (HWV 330, veröffentlicht 1740)[1]

#### Kammermusik
- Nicolas Chédeville – Les galanteries amusantes, op. 8 (für zwei Musettes de Cour, Drehleiern, Traversflöten oder Violinen und B. c.)
- Georg Friedrich Händel – Trio Sonatas, op. 5 (London)

#### Flöte
- Nicolas Chédeville – 6 Sonates für Flöte, Oboe oder Violine und B. c., op. 7
- Willem de Fesch – Sonate für 2 Violinen oder Flöten, op. 9 (Walsh/London)
- Clair-Nicolas Roget – 6 Sonaten für 2 Flöten, op. 1

#### Violine
- Francesco Geminiani – 6 Sonaten für Violine und B. c., op. 4/II

### Tastenmusik

#### Cembalo
- Carl Philipp Emanuel Bach
  - Cembalosonate in g-moll (H.21)
  - Cembalokonzert in c-moll (H.407)
- Gottlieb Muffat – Componimenti musicali (Augsburg)
- Giovanni Battista Pescetti — 10 Sonate per Gravicembalo (London)

#### Orgel
- Johann Sebastian Bach – Clavier-Übung III
  - Präludium und Fuge in Es-Dur (BWV 552)
  - 21 Choralbearbeitungen (BWV 669–689)
    - Kyrie, Gott Vater in Ewigkeit, g-phrygisch a 2 Clav. e Pedale (BWV 669)
    - Christe, aller Welt Trost, g-phrygisch a 2 Clav. e Ped. (BWV 670)
    - Kyrie, Gott Heiliger Geist, g-phrygisch a 5 con Organo pleno (BWV 671)
    - Kyrie, Gott Vater in Ewigkeit 3/4, G-Dur Alio modo. Manualiter (BWV 672)
    - Christe, aller Welt Trost 6/8, C-Dur (BWV 673)
    - Kyrie, Gott Heiliger Geist 9/8, G-Dur (BWV 674)
    - Allein Gott in der Höh sei Ehr 3/4, F-Dur a 3 (BWV 675)
    - Allein Gott in der Höh sei Ehr 6/8, G-Dur a 2 Clav. e Pedale (BWV 676)
    - Fughetta super: Allein Gott in der Höh sei Ehr Manualiter (BWV 677)
    - Dies sind die heil’gen zehn Gebot’ 6/4, G-Dur a 2 Clav. e Pedale (BWV 678)
    - Fughetta super: Dies sind die heil’gen zehn Gebot’ 12/8, G-Dur Manualiter (BWV 679)
    - Wir glauben all an einen Gott 2/4 In Organo pleno (BWV 680)
    - Fughetta super: Wir glauben all an einen Gott Manualiter (BWV 681)
    - Vater unser im Himmelreich 3/4 a 2 Clav. e Pedale (BWV 682)
    - Vater unser im Himmelreich 6/8 Alio modo. Manualiter (BWV 683)
    - Christ unser Herr zum Jordan kam c-Moll (BWV 684)
    - Christ unser Herr zum Jordan kam 3/4 Alio modo. Manualiter (BWV 685)
    - Aus tiefer Not schrei ich zu dir a 6 in Organo pleno con Pedale doppio (BWV 686)
    - Aus tiefer Not schrei ich zu dir Alio modo. Manualiter (BWV 687)
    - Jesus Christus unser Heiland a 2 Clav. (BWV 688)
    - Fuga super: Jesus Christus unser Heiland a 4 Manualiter (BWV 689)

  - Vier Duette (BWV 802–805)
    - Duetto e-Moll 3/8 (BWV 802)
    - Duetto F-Dur 2/4 (BWV 803)
    - Duetto G-Dur 12/8 (BWV 804)
    - Duetto a-Moll (BWV 805)
- Jean-François Dandrieu – Premier Livre de Pièces d’Orgue (6 Suites, kurz vor seinem Tode vorbereitet und 1739 veröffentlicht)

### Vokalmusik

#### Geistlich
- René Drouard de Bousset – 2e recueil de cantates spirituelles tirées des histoires les plus intéressantes de l'Ancien Testament à voix seule, et à deux voix avec simphonie et sans simphonie

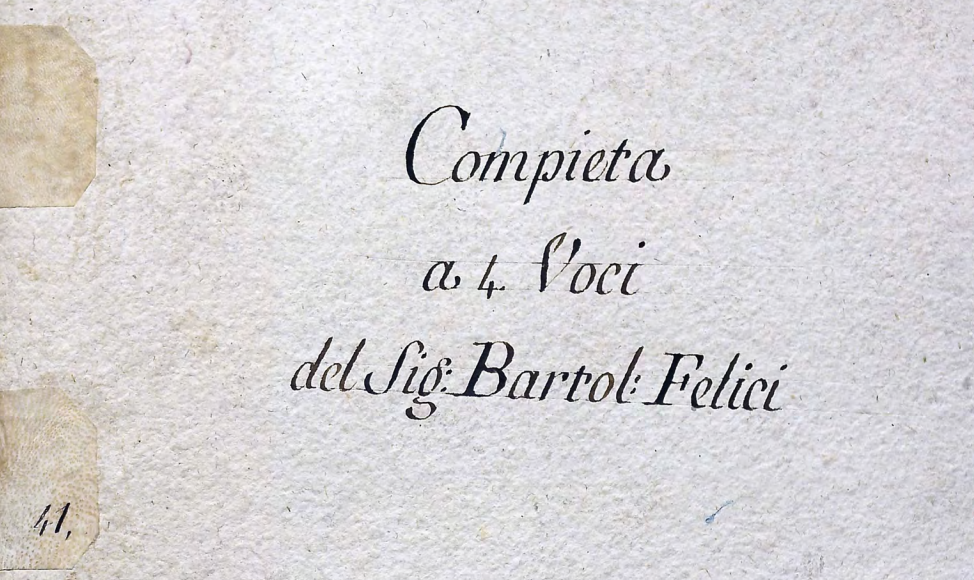
Bartolomeo Felici – Compieta a 4 voci – Titelseite des Manuskripts

- Bartolomeo Felici – Compieta a 4 voci
- Leonardo Leo – Miserere
- Luca Antonio Predieri – Magnificat (3 Versionen komponiert 1739, 1740 und 1746)
- Antonio Vivaldi
  - In exitu Israel (RV 604)
  - Lauda Jerusalem (RV 609)
  - Magnificat (RV 610)
  - Confitebor tibi Domine (RV 789)
  - Beatus vir (RV 795)
  - Nisi Dominus (RV 803, komponiert 1739?)[2]

#### Weltlich
- Henry Carey – Flocks Are Sporting
- Georg Friedrich Händel – Ode for St. Cecilia’s Day (HWV 76)
- Georg Philipp Telemann – 6 Moralische Kantaten (TWV 20:29–34)

### Populärmusik
- Weihnachten: Das Weihnachtslied Hark! The Herald Angels Sing von Charles Wesley wird in seiner Sammlung Hymns and Sacred Poems veröffentlicht.

### Lehrwerke
- Louis-Joseph Marchand – Traité de contrepoint simple
- Johann Mattheson – Der vollkommene Capellmeister (Hamburg)
- Johann Adolph Scheibe – Eine Abhandlung von den Musicalischen Intervallen und Geschlechten

### Instrumentenbau
- Gottfried Silbermann
  - vollendet den Bau der Orgel in der Kirche St. Marien in Greiz und
  - beginnt mit dem Bau der Orgel in der Dorfkirche in Fraureuth.

## Geboren

### Geburtsdatum gesichert
- 17. Januar: Padre Sojo, venezolanischer Priester und Musikpädagoge († 1799)
- 00. Januar: Gottfried Joseph Horn, Erbmüller und Instrumentenbauer († 1797)
- 07. Februar: Joseph Pouteau de Forqueray, französischer Komponist, Organist und Musikpädagoge († 1823)
- 19. Februar: Giambattista Dall’Olio, italienischer Musiker und Musiktheoretiker († 1823)
- 24. März: Christian Friedrich Daniel Schubart, deutscher Dichter, Organist, Komponist und Journalist († 1791)
- 12. Mai: Johann Baptist Wanhal, böhmischer Komponist († 1813)
- 02. Juli: Matthias Friese, deutscher Schulmeister, Organist und Orgelbauer († 1786)
- 06. Juli: Friedrich Wilhelm Rust, deutscher Violinist und Komponist († 1796)
- 07. Juli: François Henri Stanilas de l’Aulnaye, französischer Freimaurer, Schriftsteller und Autor historischer und musikwissenschaftlicher Werke († 1830)
- 25. Juli: Jacopo Durandi, italienischer Dichter und Librettist († 1817)
- 26. Juli: Karl Friedrich Senf, deutscher evangelischer Theologe und Kirchenlieddichter († 1814)
- 28. August: Agostino Accorimboni, italienischer Opernkomponist, Violinist und Pianist († 1818)
- 08. September: Joseph Legros, französischer Opernsänger (Tenor) und Komponist († 1793)
- 16. Oktober: Wenzel Trnka von Krzowitz, böhmischer Arzt und Komponist († 1791)
- 24. Oktober: Anna Amalia von Braunschweig-Wolfenbüttel, Herzogin von Sachsen-Weimar-Eisenach, Mäzenin und Komponistin († 1807)
- 26. Oktober: Matthias Jorissen, deutscher reformierter Pfarrer und Kirchenliederdichter († 1823)
- 02. November: Carl Ditters von Dittersdorf, österreichischer Komponist und Violinvirtuose sowie Forstmeister († 1799)
- 08. November: Jordi Bosch, mallorquinischer Orgelbauer und königlich-spanischer Hoforgelbauer († 1800)
- 10. Dezember: Agostino Poli, italienischer Komponist und Kapellmeister († 1819)

### Genaues Geburtsdatum unbekannt
- Joseph Carr, US-amerikanischer Musikverleger († 1819)
- Jindřich Krištof Hataš, böhmischer Komponist († 1808)

### Geboren um 1739
- Ludwig Salomon Hennefuß, deutscher Orgel- und Instrumentenbauer († 1819)

## Gestorben

### Todesdatum gesichert

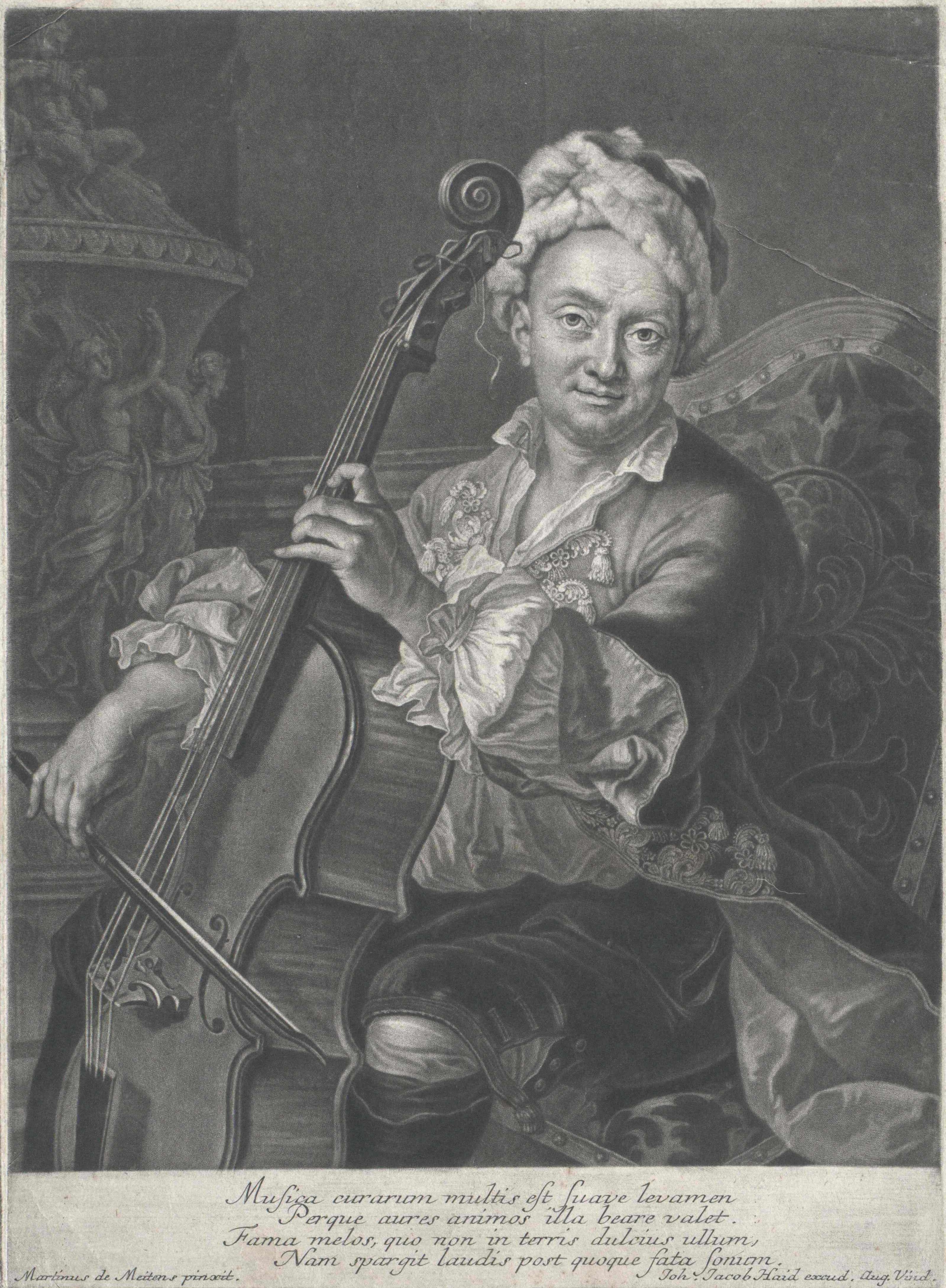
Francesco Alborea; † 20. Juli

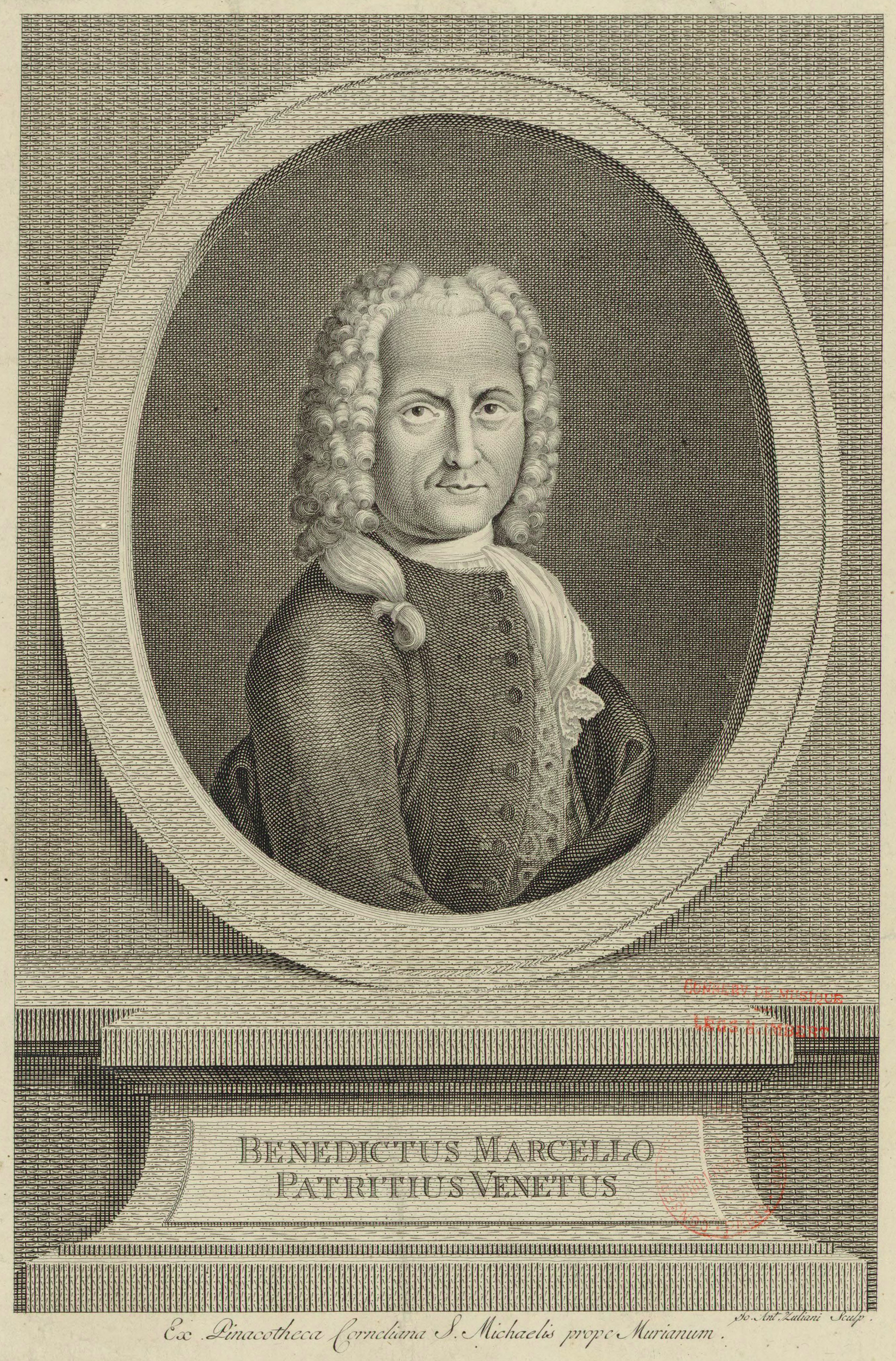
Benedetto Marcello; † 24. Juli

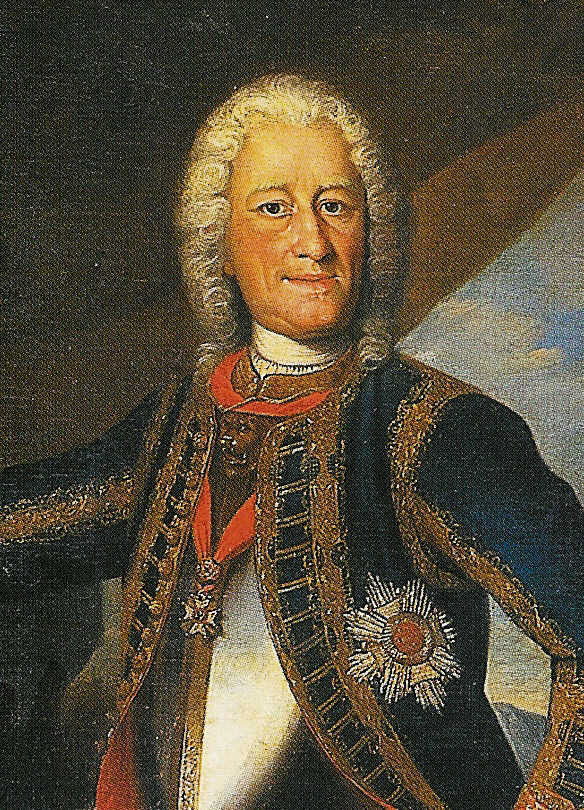
Ernst Ludwig; † 12. September

- 01. Januar: Johann Georg Neidhardt, deutscher Organist, Komponist und Theoretiker (* um 1680)
- 17. Januar: Johann Jakob Stupan von Ehrenstein, österreichischer Komponist (* 1664)
- 21. März: Johann Ernst Bach, deutscher Organist (* 1683)
- 27. März: Hieronymus Florentinus Quehl, deutscher Komponist und Organist (* 1694)
- 25. April: Santiago de Murcia, spanischer Gitarrist, Komponist und Musiktheoretiker (* 1673)
- 27. Mai: Johann Gottfried Bernhard Bach, deutscher Organist und Sohn von Johann Sebastian Bach (* 1715)
- 11. Juni: Giacinto Fontana, später als Farfallino bekannt; Sopran-Kastrat und Frauendarsteller (* 1692)
- 20. Juli: Francesco Alborea, italienischer Cellist und Komponist (* 1691)
- 24. Juli: Benedetto Marcello, italienischer Komponist (* 1686)
- 12. September: Ernst Ludwig von Hessen-Darmstadt, Landgraf sowie Kirchenlieddichter und Komponist (* 1667)
- 12. September: Reinhard Keiser, deutscher Komponist (* 1674)
- 00. November: Benedetto Baldassari, italienischer Sopran-Kastrat und Opernsänger (* vor 1706)
- 12. Dezember: Anna Dober, mährische Poetin und Verfasserin zahlreicher geistliche Lieder (* 1713)
- 19. Dezember/20. Dezember: Gottfried Grünewald, deutscher Sänger, Cembalist und Komponist (* 1673)

### Genaues Todesdatum unbekannt
- Antonio Bioni, italienischer Sänger und Komponist (* 1698)
- Friedrich Christian Feustking, deutscher Dichter und Librettist (* 1678)
- Giuseppe Giovanni Guarneri, italienischer Geigenbauer (* 1666)

### Gestorben nach 1739
- Jean-Adam Guilain, deutscher Komponist, Organist und Cembalist (* um 1680)